# Longperrier
Longperrier település Franciaországban, Seine-et-Marne megyében. Lakosainak száma 2911 fő (2022. január 1.). Longperrier Othis, Villeneuve-sous-Dammartin, Dammartin-en-Goële és Moussy-le-Vieux községekkel határos.

## Népesség
A település népességének változása:
| Lakosok száma | 2470 | 2459 | 2426 | 2368 | 2344 | 2331 | 2303 | 2669 | 2911 |
|               | 2013 | 2015 | 2016 | 2017 | 2018 | 2019 | 2020 | 2021 | 2022 |